# Lophocyon
Lophocyon — вимерлий рід котовидих ссавців. Скам'янілості знайдено в таких країнах: Греція, Словаччина. Описано такі види: Lophocyon carpathicus, Lophocyon paraskevaidisi.